# Льопа Дмитро Сергійович
Дмитро́ Сергі́йович Льо́па (нар. 23 листопада 1988, Кременчук, Полтавська область) — український футболіст, атакувальний півзахисник клубу «ВПК-Агро». У минулому — гравець молодіжної збірної України.

## Клубна кар'єра
Вихованець клубу «Атлант» (Кременчук), перший тренер — Сергій Мурадян. Перейшов з «Атланта» до школи «Дніпра» у 14-річному віці разом із талановитими однолітками, братами-близнюками Максимом та Павлом Пашаєвими.

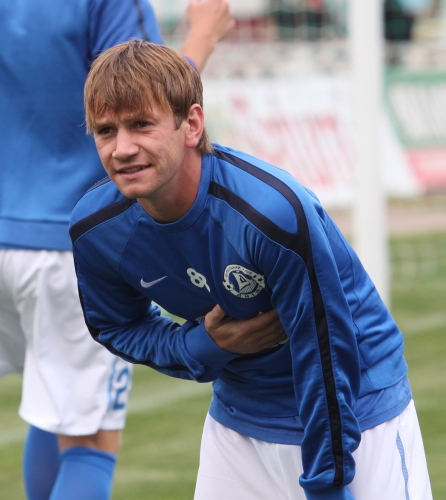
Дмитро Льопа під час виступів за «Дніпро». 21 серпня 2011 року

З того часу виступав у командах клубу «Дніпро» різних вікових категорій. 14 липня 2007 року дебютував у Вищій лізі в матчі проти «Кривбаса» (перемога 2:0). У сезоні 2007/08 провів 4 матчі в рамках розіграшу Кубку УЄФА, а також став основним гравцем команди.
З лютого по травень 2010 року на правах оренди виступав у складі криворізького «Кривбаса», проте після повернення ніяк не міг повернути собі місце в основному складі.
На початку 2012 року знову був відданий в оренду в «Кривбас», де виступав до кінця року, після чого криворіжці викупили контракт гравця.
Улітку 2013 року «Кривбас» знявся зі змагань, і Льопа підписав однорічний контракт із львівськими «Карпатами». У червні 2014 року, після закінчення контракту, не знайшов спільну мову з керівництвом львів'ян, хоча була можливість пролонгації контракту, і покинув «Карпати».
Наприкінці червня 2014 року разом з іншим гравцем «Карпат» Павлом Пашаєвим перейшов у запорізький «Металург», підписавши однорічний контракт. За сезон зіграв у команді 15 матчів і забив 1 гол у чемпіонаті, а також провів три гри в кубку країни. У червні 2015 року покинув запорізький клуб.
У липні 2015 року перейшов до харківського «Металіста».
1 лютого 2016 року було офіційно оголошено про перехід Льопи до складу угорського клубу «Академія Пушкаша». Наприкінці серпня того ж року на умовах оренди приєднався до лав хорватського клубу «Осієк».

## Збірна
Із 2003 по 2007 рік залучався до ігор юнацької збірної України різних вікових категорій
Восени 2007 року дебютував у лавах молодіжної збірної України з футболу, у складі якої провів 10 матчів та відзначився двома забитими голами.